# 三木成夫
三木 成夫（みき しげお、1925年12月24日 - 1987年8月13日）は、香川県丸亀市出身の解剖学者、発生学者である。

## 経歴
丸亀中学から六高を経て、九州帝国大学工学部航空工学科が廃科となり、東京大学医学部と進み、東大助手を経て、東京医科歯科大学助教授、東京芸術大学教授。また、弟子の河野邦雄筑波大学教授の招きで、筑波大学開学以来非常勤講師も務めた。
1963年「オオサンショウウオに於ける脾臓と胃の血管とくに二次静脈との発生学的関係について」で東大医学博士。
1987年、脳出血のため死去。享年63（61歳没）。
生前に出版された本は二冊（『胎児の世界』中公新書、『内臓のはたらきと子どものこころ』築地書館）にすぎないが、死後続々と遺稿が出版され、解剖学者・発生学者としてよりも、むしろ特異な思想家・自然哲学者として注目されている。

## 人物
三木が思想的影響を受けた人物としては、冨永半次郎、ゲーテ、クラーゲス、宝井其角などを挙げることができる。自然科学者としての三木は、西欧近代の硬直化した機械論的、実証主義的立場から距離を置き、人間と自然との生きた自然感覚とでもいえるものを取り戻そうと試みた。そのことが、自然界の中で持っていた固有のリズムを喪失した現代人に、強く訴えかけるものを持っていると考えられる。
著書の中では、植物器官（消化・生殖）と動物器官（感覚・運動）という観点から、発生学・古生物学・比較生物学・進化について考察している。著書『胎児の世界』では、一例としてホヤの生涯をあげ、以下のように説明している。ホヤは生殖期以前には動物として移動するが、生殖期には摂取した栄養を生殖につぎ込むため植物のように移動をやめ定着して過ごす。これと比較して、脊椎動物では、栄養を動物器官に生涯使い、移動を行い、生殖に注力することはない。これは幼形成熟(ネオテニー)の一例であると述べている。
中日ドラゴンズの内野手として活躍し、現役引退後は川上巨人の名参謀としてV9に貢献した牧野茂は従兄弟にあたる。
死後（1989年から2010年まで）ほぼ毎年、「三木成夫記念シンポジウム」が開催されていた。

## 著作
- 『内臓のはたらきと子どものこころ』築地書館 みんなの保育大学 1982　「内臓とこころ」河出文庫
- 『胎児の世界 人類の生命記憶』中公新書 1983
- 『生命形態の自然誌 第1巻 (解剖学論集)』うぶすな書院 1989
- 『海・呼吸・古代形象 生命記憶と回想』うぶすな書院 1992
- 『生命形態学序説 根原形象とメタモルフォーゼ』うぶすな書院 1992
- 『人間生命の誕生』築地書館 1996　『生命とリズム』河出文庫
- 『ヒトのからだ 生物史的考察』うぶすな書院 1997
- 『生命の形態学 地層・記憶・リズム』うぶすな書院 2013